# Llista de califes abbàssides del Caire
Llista dels califes abbàssides del Caire des del trasllat de la seu califal en aquesta ciutat pels mamelucs, després del saqueig de Bagdad pels mongols, fins a l'adopció del títol califal pels soldans otomans d'Istanbul.
- Al-Mustànsir, 1261-1262
- Al-Hàkim I, 1262-1302
- Al-Mustakfí I, 1302-1340
- Al-Wàthiq I, 1340-1341
- Al-Hàkim II, 1341-1352
- Al-Mútadid I, 1352-1362
- Al-Mutawàkkil I, 1362-1377
- Al-Mustàssim, 1377
- Al-Mutawàkkil I, 1377-1383 (segona vegada)
- Al-Wàthiq II, 1383-1386
- Al-Mustàssim, 1386-1389 (segona vegada)
- Al-Mutawàkkil I, 1389-1406 (tercera vegada)
- Al-Mustaín, 1406-1414
- Al-Mútadid II, 1414-1441
- Al-Mustakfí II, 1441-1451
- Al-Qàïm, 1451-1455
- Al-Mustànjid, 1455-1479
- Al-Mutawàkkil II, 1479-1497
- Al-Mustàmsik, 1497-1508
- Al-Mutawàkkil III, 1508-1516
- Al-Mustàmsik, 1516-1517 (segona vegada, com a representant del seu fill al-Mutawàkkil III)